# James Donald Halsell
James Donald Halsell (* 29. září 1956 v West Monroe, stát Louisiana, USA) JE americký letec, důstojník a astronaut. Ve vesmíru byl pětkrát.

## Život

### Studium a zaměstnání
Absolvoval vojenskou leteckou akademii United States Air Force Academy. Po ukončení studia v roce 1978 pokračoval ve vysokoškolském studiu na Troy State University. Školu ukončil v roce 1983 a pokračoval dalším studiem na USAF Institute of Technology a pilotní škole USAF Test Pilot School na Edwardsově letecké základně. Tu ukončil v roce 1985. Od roku 1979 pracoval u americké armády jako pilot.
V letech 1990 až 2006 byl členem jednotky kosmonautů v NASA v Houstonu. Po ukončení kariéry kosmonauta byl zaměstnán v soukromém sektoru.
Oženil se s Kathy, rozenou Spoonerovou.

### Lety do vesmíru
Na oběžnou dráhu se v raketoplánech dostal pětkrát a strávil ve vesmíru 52 dní, 10 hodin a 34 minut. Byl 310 člověkem ve vesmíru.
- STS-65 Columbia (8. července 1994 – 23. července 1994), pilot
- STS-74 Columbia (12. listopadu 1995 – 20. listopadu 1995), pilot
- STS-83 Columbia (4. dubna 1997 – 8. dubna 1997), velitel
- STS-94 Columbia (1. července 1997 – 17. července 1997), velitel
- STS-101 Atlantis (19. květen 2000 – 29. květen) 2000, velitel